# David N’Gog
David N’Gog (kiejtése: 'daviːd 'ŋog) (Gennevilliers, Hauts-de-Seine, 1989. április 1. –) francia labdarúgó. N’Gog a szintén focista Jean-Alain Boumsong unokatestvére.

## Pályafutása
Gennevilliersben született. Apja kameruni származású míg anyja francia. 1995 óta igazolt játékos és 2001-től kezdett el a labdarúgással komolyabb szinten foglalkozni.

### PSG
Első profi szerződését 17 évesen kötötte a francia klubbal 2006 júniusában.
A 2006–07-es szezonban hatszor, a következő évad során pedig tizenkilencszer lépett pályára és egy gólt szerzett. Ez nagyrészt a PSG kiábrándító formájának volt köszönhető – ami annak is volt az eredménye, hogy a csapat a nemzetközi mérkőzéseken sem szerepelt jól. A magabiztos csatárt a francia futball nagy tehetségei közé sorolták.

### Liverpool
N’Gog 2008. július 24-én írt alá négy évre Liverpoolba 1,5 millió fontos vételárral. Első bajnoki meccsét az Aston Villa ellen játszotta, az első félidőben lesérült Fernando Torrest váltotta. Első gólját a csapatban a  Bajnokok ligájában szerezte, a PSV Eindhoven elleni csoportköri visszavágón ő állította be a győztes 3–1-es eredményt.
A bajnokságban az első találatra 2009. március 3-ig kellett várni, amikor a Sunderland elleni 2–0-ra végződő meccsen N’Gog rúgta az első gólt.

### Bolton Wanderers
A francia csatárt a 2011-es nyári átigazolási szezon utolsó napján a szintén az angol élvonalba tartozó Bolton Wanderers vette meg 4 millió fontért.
Első meccsén csereként állt be a 65. percben a Manchester United ellen 0–5-re elvesztett bajnokin szeptember 10-én.

### Budapest Honvéd FC
2018 nyarán két éves szerződést kötött a Honvéd FC-vel. Itt már első mérkőzésen csereként beállva gólt is szerzett a Debrecen ellen. A Magyar Kupában nyolc találkozón hat gólt szerzett és ezzel holtversenyben a sorozat gólkirálya lett. 2020 februárjában jelentették be, hogy a Litvániában a Zalgiris Vilniuszban folytatja a pályafutását, de az idény végén bejelentette, hogy befejezte aktív labdarúgó karrierjét.

### Korosztályos válogatott
N’Gog minden korosztályos francia válogatottban szerzett gólt, beleértve azt a két gólt is, amit 2007-ben az angol U-19-es csapatnak lőtt. A felnőtt válogatottba azonban nem tudott bekerülni. 

## Sikerei, díjai

### Klub
PSG:
- Francia ligakupa : 2008

 Žalgiris Vilnius:
- Litván szuperkupa : 2020